# زياد بن يحيى الحساني
زياد بن يحيى الحساني هو زياد بن يحيى بن زياد بن حسان الحساني أبو الخطاب البصري، النُّكْرِي العَدَنِي وكنيته: أبو الخطاب.
عاش في البصرة، وروى عن سفيان بن عيينة، وأبو داود سليمان بن داود الطيالسي، ومعتمر بن سليمان، ونوح بن قيس. وروى عنه الستة، وابن أبي عاصم، وابن خزيمة، وزكريا الساجي، ومحمد بن جرير الطبري، وخلق غيرهم. وثقه أبو حاتم والنسائي. وابن حبان. توفي سنة أربع وخمسين ومائتين.

## الجرح والتعديل
- قال عنه أبو حاتم الرازي: سمع منه أبى في الرحلة الثانية وسألته عنه فقال: هو ثقة.[4]
- قال عنه أحمد بن شعيب النسائي: هو ثقة.[5]
- قال عنه ابن حجر العسقلاني: ثقة من العاشرة.[6]
- قال عنه الذهبي: صدوق.[7]

## موقفه من القدرية
جاء في الإبانة: عن زياد بن يحيى الحساني قال: ما فشت القدرية بالبصرة حتى فشا من أسلم من النصارى.